# Глазовський район
Гла́зовський район (рос. Глазовский район, удм. Глаз ёрос) — муніципальний округ на півночі Удмуртії. Адміністративний центр — місто Глазов, яке не входить до складу району і утворює окремий Глазовський міський округ.

## Географія

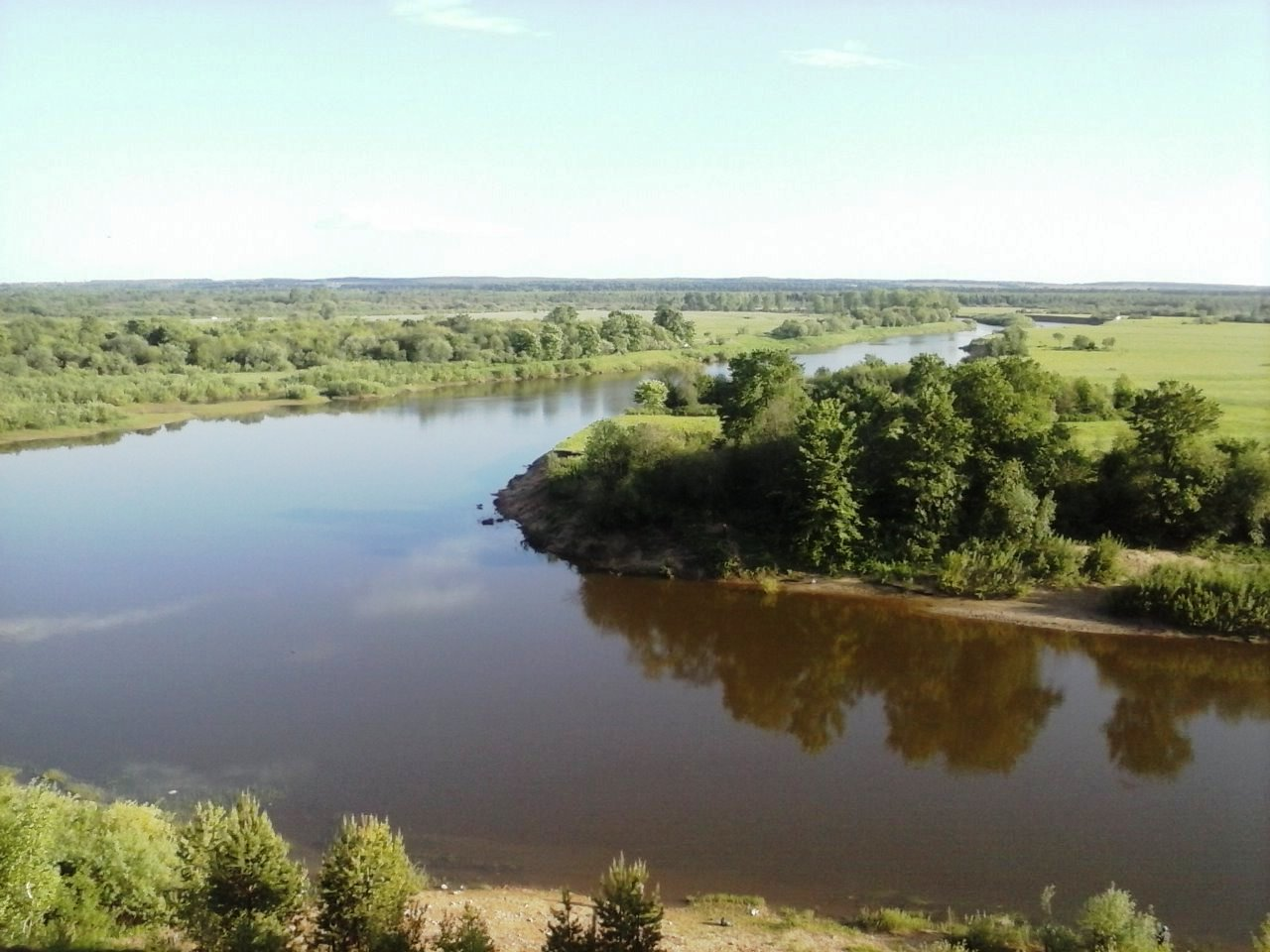
Вид на річку Чепцу з селища Дом отдиха Чепца

Глазовський район розташований на півночі Удмуртії. Межує з Кіровською областю, Ярським, Юкаменським, Красногорським та Балезінським районами. Площа округу становить 2160 км², з них 1030 км² відведені під сільськогосподарські угіддя, а 1000 км² — ліси, переважно хвойні.
Більшість території округу лежить у болотистій заплаві річки Чепци. Найбільші її притоки в межах округу — Убить, Сепич та Пизеп. Сянінське підземне водосховище наполовину забезпечує водою населення міста Глазова. Територія округу являє собою переважно горбисту рівнину, північ району розташований на Верхньокамській височині.
Основні корисні копалини — торф (здійснюється промисловий видобуток), вапняк, гравій, червона глина (використовуються у виробництві цегли та керамічних виробів), пісок, є невеликі поклади нафти.

## Історія
У IX–XIV століттях територію округу займала чепецька культура, найбільшою пам'яткою якої є городище Іднакар поблизу присілка Солдир. З XIV століття почався занепад цієї культури, можливо, через монголо-татарську навалу.
З кінця XVI століття землі стали заселяти удмурти, бесерм'яни, каринські татари та росіяни, які прибули з середньої Вятки та низин Чепци. Вартова книга 1615 року містить згадки про перші поселення на території сучасного округу (погости на Червоній Слудці та Солдирському городищі, присілок Богатирське тощо), у переписі 1678 року вперше згадується село Глазове. 1775 року Катерина II розпочала реформу місцевого управління, в рамках якої була створена система намісництв, підпорядкованих генерал-губернаторам. За указом сенату від 11 вересня 1780 року «Про запровадження Вятського намісництва з 13 повітів» був утворений Глазовський повіт, а село Глазове було перетворено на місто Глазов.
З XVIII століття на території Удмуртії починається масова місіонерська діяльність, яка мала на меті навернути удмуртів у християнство. До початку XX століття у Глазовському повіті діяло 6 благочинних округів, до кожного з яких входило від 10 до 15 парафій.
Під час громадянської війни на території Глазовського повіту йшли активні бої між білими військами та червоноармійцями. Один з боїв відбувся на Почашевській висоті поблизу присілка Почашево.
Глазовський район утворений 15 липня 1929 року згідно з постановою Всеросійського центрального виконавчого комітету. На момент утворення тут проживало 47 197 жителів у 212 населених пунктах. Того ж року на території району пройшла колективізація, в рамках якої було сформовано 163 колгоспи, якими оброблялося 12 577 га землі. Станом на 1929 рік у районі було 3 заводи — лісопильний, спирто-горілчаний та льонообробний.
У роки Другої світової війни 9117 жителів Глазова та Глазовського району були призвані до лав Червоної армії. На фронтах загинули 1974 жителі Глазова та 3926 селян з району. 600 колгоспників району брали участь у будівництві залізниці Іжевськ—Балезіно.
1950 року в районі було 93 колгоспи. У післявоєнні роки інтенсивно розвивалося сільське господарство, збільшилося поголів'я великої рогатої худоби (26 435 голів у 1979), забезпечення господарств тракторами та комбайнами, було досягнуто високих врожаїв зернових.
2021 року Глазовський район перетворено в муніципальний округ зі збереженням старої назви, усі сільські поселення були ліквідовані:
| Поселення                             | Площа, км² | Населення, осіб (2002) | Населення, осіб (2010) | Населення, осіб (2019) | Центр            | Населені пункти |
| ------------------------------------- | ---------- | ---------------------- | ---------------------- | ---------------------- | ---------------- | --------------- |
| Адамське сільське поселення           | 68,40      | 1837                   | 1734                   | 1677                   | Дом отдиха Чепца | 7               |
| Верхньобогатирське сільське поселення | 608,40     | 2402                   | 1862                   | 1526                   | Верхня Богатирка | 18              |
| Гульоковське сільське поселення       | 151,62     | 1112                   | 1190                   | 1135                   | Гульоково        | 11              |
| Качкашурське сільське поселення       | 82,62      | 1190                   | 1213                   | 1223                   | Качкашур         | 9               |
| Кожильське сільське поселення         | 177,65     | 2531                   | 2315                   | 2084                   | Кожиль           | 14              |
| Куреговське сільське поселення        | 149,43     | 1234                   | 965                    | 756                    | Курегово         | 9               |
| Октябрське сільське поселення         | 91,09      | 1980                   | 1836                   | 1690                   | Октябрський      | 10              |
| Парзинське сільське поселення         | 90,58      | 1089                   | 916                    | 788                    | Парзі            | 9               |
| Понінське сільське поселення          | 549,08     | 2626                   | 2398                   | 2016                   | Поніно           | 19              |
| Ураковське сільське поселення         | 143,61     | 1499                   | 1258                   | 1045                   | Ураково          | 10              |
| Штанігуртське сільське поселення      | 47,23      | 1292                   | 1445                   | 1605                   | Штанігурт        | 7               |

## Туристичні об'єкти

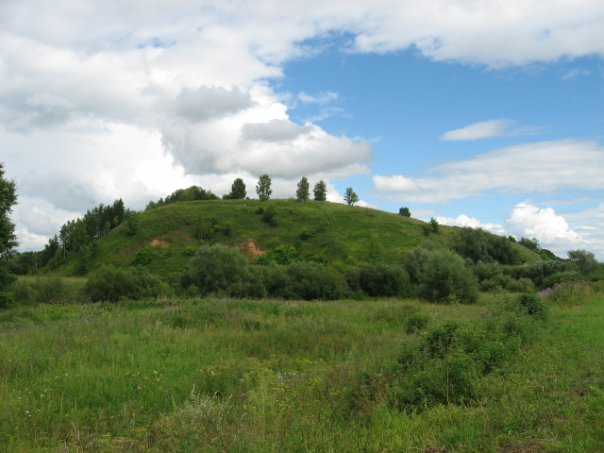
Солдирське городище (Іднакар)

На території округу розташовані 25 пам'яток, найбільшу цінність має археологічна пам'ятка IX-XIV століть всеросійського значення — Солдирське городище (Іднакар), середньовічний центр чепецьких земель.
В окрузі розташовано 20 природоохоронних територій, найбільш значущими з яких є кедровий гай у присілку Колевай, який має науково-пізнавальну та естетичну цінність, та ліс між присілками Адам та Заболотне, де трапляється багато рідкісних рослин, занесених до Червоної книги: лілія лісова, любка дволиста, коручка темно-червона тощо.
Єдиною архітектурною пам'яткою округу є садиба О. К. Іванової у присілку Бабино. Об'єктами культурної спадщини регіонального значення визнані пам'ятники та братські могили загиблим воїнам у населених пунктах Золотарьово, Кожиль, Кочишево, Портяново та Трубашур, пам'ятник В. І. Леніну у присілку Кочишево, бюст Йосипа Наговіцина у селі Октябрський та бюст загиблої стюардеси Н.Курченко у селі Поніно.
У 2005 році в присілку Адам було відкрито лижну базу з трасою, яка відповідає світовим стандартам.

## Населені пункти
| №   | Населений пункт        | Населення, осіб (2002) | Населення, осіб (2010) |
| --- | ---------------------- | ---------------------- | ---------------------- |
| 1   | Абагурт                | 50                     | 20                     |
| 2   | Адам                   | 817                    | 799                    |
| 3   | Азамай                 | 28                     | 40                     |
| 4   | Алексієвський          | 22                     | 19                     |
| 5   | Артьонки               | 5                      | 2                      |
| 6   | Бабино                 | 63                     | 56                     |
| 7   | Бадзимшур              | 14                     | 12                     |
| 8   | Березовий              | 36                     | 33                     |
| 9   | Васильєво              | 18                     | 0                      |
| 10  | Великий Лудошур        | 63                     | 67                     |
| -   | Верхній Колевай        | 0                      | -                      |
| 11  | Верхній Сепич          | 61                     | 27                     |
| 12  | Верхня Богатирка       | 179                    | 171                    |
| -   | Верхня Кузьма          | 0                      | -                      |
| 13  | Верхня Слудка          | 296                    | 295                    |
| 14  | Верхня Убить           | 31                     | 43                     |
| 15  | Весьякар               | 1                      | 1                      |
| 16  | Вильгурт               | 24                     | 23                     |
| 17  | Главатських            | 7                      | 11                     |
| 18  | Горд'яр                | 37                     | 17                     |
| 19  | Горлиця                | -                      | 4                      |
| 20  | Гульоково              | 384                    | 386                    |
| 21  | Дзякіно                | 851                    | 721                    |
| 22  | Долгоєво               | 0                      | 3                      |
| 23  | Дома 1143 км           | 45                     | 71                     |
| 24  | Дома 1147 км           | 3                      | 1                      |
| -   | Дома 1157 км           | 16                     | -                      |
| 25  | Дома 1168 км           | 11                     | 8                      |
| 26  | Дома 1169 км           | 18                     | 16                     |
| 27  | Дома 1173 км           | 11                     | 6                      |
| 28  | Дома 1177 км           | 3                      | 4                      |
| -   | Дома 1179 км           | 0                      | -                      |
| 29  | Дома 1181 км           | 1                      | 0                      |
| 30  | Дома 1182 км           | 9                      | 3                      |
| 31  | Дом отдиха Чепца       | 767                    | 711                    |
| 32  | Дондикар               | 306                    | 256                    |
| 33  | Єскіно                 | 37                     | 25                     |
| 34  | Заболотне              | 26                     | 29                     |
| 35  | Зарізь                 | 11                     | 17                     |
| 36  | Золотарьово            | 452                    | 362                    |
| 37  | Зотово                 | 17                     | 13                     |
| 38  | Іваново                | 34                     | 19                     |
| 39  | Ізвиль                 | 5                      | 5                      |
| 40  | Ізошур                 | 56                     | 35                     |
| 41  | Кабаково               | 93                     | 77                     |
| 42  | Карасево               | 67                     | 58                     |
| 43  | Качкашур               | 752                    | 807                    |
| 44  | Кельдиково             | 36                     | 18                     |
| 45  | Кипка                  | 70                     | 55                     |
| 46  | Кляпово                | 40                     | 17                     |
| 47  | Кожиль (присілок)      | 839                    | 840                    |
| 48  | Кожиль (селище)        | 58                     | 12                     |
| 49  | Колевай                | 59                     | 120                    |
| 50  | Коротаєво              | 286                    | 220                    |
| 51  | Коротай                | 13                     | 12                     |
| 52  | Кортишево              | 12                     | 5                      |
| 53  | Коршевіхіно            | 29                     | 14                     |
| 54  | Коршуново              | 40                     | 11                     |
| 55  | Котнирево              | 16                     | 9                      |
| 56  | Кочишево               | 438                    | 400                    |
| 57  | Курегово               | 487                    | 413                    |
| 58  | Лекшур                 | 70                     | 58                     |
| 59  | Лумпашур               | 28                     | 10                     |
| 60  | Люм                    | 556                    | 428                    |
| 61  | Ляпино                 | 5                      | 5                      |
| 62  | Макшур                 | 40                     | 37                     |
| 63  | Малий Лудошур          | 177                    | 180                    |
| 64  | Миртиково              | 18                     | 12                     |
| 65  | Митино                 | 120                    | 83                     |
| 66  | Нижній Колевай         | 14                     | 7                      |
| 67  | Нижня Богатирка        | 98                     | 78                     |
| 68  | Нижня Кузьма           | 91                     | 68                     |
| 69  | Нижня Слудка           | 64                     | 46                     |
| 70  | Нижня Убить            | 28                     | 19                     |
| 71  | Нові Парзі             | 41                     | 45                     |
| 72  | Озегвай                | 77                     | 33                     |
| 73  | Октябрський            | 1345                   | 1256                   |
| 74  | Омутниця               | 217                    | 198                    |
| 75  | Отогурт                | 282                    | 205                    |
| 76  | Парзі                  | 780                    | 715                    |
| 77  | Парзінське СПТУ № 7    | 55                     | 44                     |
| 78  | Паслоково              | 26                     | 25                     |
| 79  | Педоново               | 110                    | 87                     |
| 80  | Печешур                | 5                      | 3                      |
| 81  | Пишкець                | 47                     | 36                     |
| 82  | Поздеєво               | 7                      | 6                      |
| 83  | Полдарай               | 114                    | 87                     |
| 84  | Полинга                | 25                     | 67                     |
| 85  | Полом                  | 58                     | 32                     |
| 86  | Помаяг                 | 36                     | 19                     |
| 87  | Поніно                 | 1508                   | 1403                   |
| 88  | Порпієво               | 32                     | 11                     |
| 89  | Портяново              | 41                     | 22                     |
| 90  | Пудвай                 | 109                    | 81                     |
| 91  | Пусошур                | 332                    | 306                    |
| 92  | Роз'їзд Убить 1152 км  | 19                     | 1                      |
| 93  | Роз'їзд Туктим 1181 км | -                      | 0                      |
| 94  | Самки                  | 171                    | 110                    |
| 95  | Семеновський           | 36                     | 45                     |
| 96  | Сепич                  | 44                     | 29                     |
| 97  | Сергієвка              | -                      | 28                     |
| 98  | Симашур                | 83                     | 83                     |
| 99  | Солдир                 | 132                    | 144                    |
| -   | Сороково               | 0                      | -                      |
| 100 | Сьова (присілок)       | 15                     | 3                      |
| 101 | Сьова (селище)         | 322                    | 201                    |
| 102 | Сяніно                 | 23                     | 0                      |
| 103 | Тагапі                 | 24                     | 10                     |
| 104 | Татарські Парзі        | 129                    | 123                    |
| 105 | Тек                    | 14                     | 3                      |
| 106 | Трубашур               | 345                    | 334                    |
| 107 | Тукбулатово            | 141                    | 120                    |
| -   | Тураєво                | 0                      | -                      |
| -   | Тяпик                  | 0                      | -                      |
| 108 | Удмуртські Ключі       | 408                    | 444                    |
| 109 | Удмуртські Парзі       | 46                     | 43                     |
| 110 | Умськ                  | 52                     | 26                     |
| 111 | Ураково                | 163                    | 142                    |
| 112 | Усть-Пишкець           | 62                     | 43                     |
| 113 | Усть-Пусошур           | 2                      | 2                      |
| 114 | Чажайський лісоучасток | 421                    | 203                    |
| 115 | Чебершур               | 5                      | 4                      |
| 116 | Чиргіно                | 143                    | 115                    |
| 117 | Чура                   | 401                    | 421                    |
| 118 | Шалаші                 | 3                      | 0                      |
| 119 | Штанігурт              | 986                    | 1146                   |
| 120 | Шудзя                  | 128                    | 112                    |
| 121 | Ягошур                 | 60                     | 41                     |
| 122 | Ягул                   | 30                     | 22                     |
| 123 | Якшино                 | 0                      | 3                      |

## Населення
Населення округу складає 15545 осіб (2019, 17132 в 2010, 18792 в 2002). Чоловіки (станом на 2010 рік) становлять 47,6 % населення, жінки — 52,4 %.
Станом на 2009 рік 15 197 осіб мали право голосу, з них 3617 жителів у віці від 18 до 30 років, 7054 осіб є працездатними у віці понад 30 років і 4526 жителів району є пенсіонерами. Середня заробітна плата у районі станом на 2009 рік — 2625 рублів. 1545 мешканців Глазовського району є безробітними, що становить 14,5 % працездатного населення.
Національний склад населення станом на 2010 рік:
| Народність                            | Чисельність, осіб | %     |
| ------------------------------------- | ----------------- | ----- |
| Удмурти                               | 11370             | 66,37 |
| Росіяни1                              | 4915              | 28,69 |
| Татари                                | 418               | 2,44  |
| Бесерм'яни                            | 72                | 0,42  |
| Українці                              | 56                | 0,33  |
| Інші2                                 | 162               | 0,94  |
| Особи, що не зазначили національності | 139               | 0,81  |

1. ↑  З них козаків — 9 осіб
2. ↑  Азербайджанці — 24 особи, вірмени — 22, башкири — 18, марійці — 17, чуваші — 16, німці — 13, цигани — 7, білоруси, узбеки — по 6, корейці, туркмени — по 5, молдовани — 4, комі, комі-перм'яки, поляки — по 3, греки, литовці, мордва — по 2, грузини, таджики, турки — по 1 особі, інші — 1 особа

## Господарство
В окрузі є одне промислове підприємство — Торфопідприємство «Дзякіно» у однойменному селі, яке входить до складу ВАТ «Удмуртторф». Підприємство спеціалізується на видобутку та переробці торфу, дерево- та металообробці.
Сільське господарство представлене 17 сільськогосподарськими підприємствами та 11 селянсько-фермерськими господарствами. Основним напрямком діяльності сільськогосподарських підприємств району є м'ясо-молочне тваринництво. Обробляються зернові, кормові культури, картопля та овочі.

## Соціальна сфера

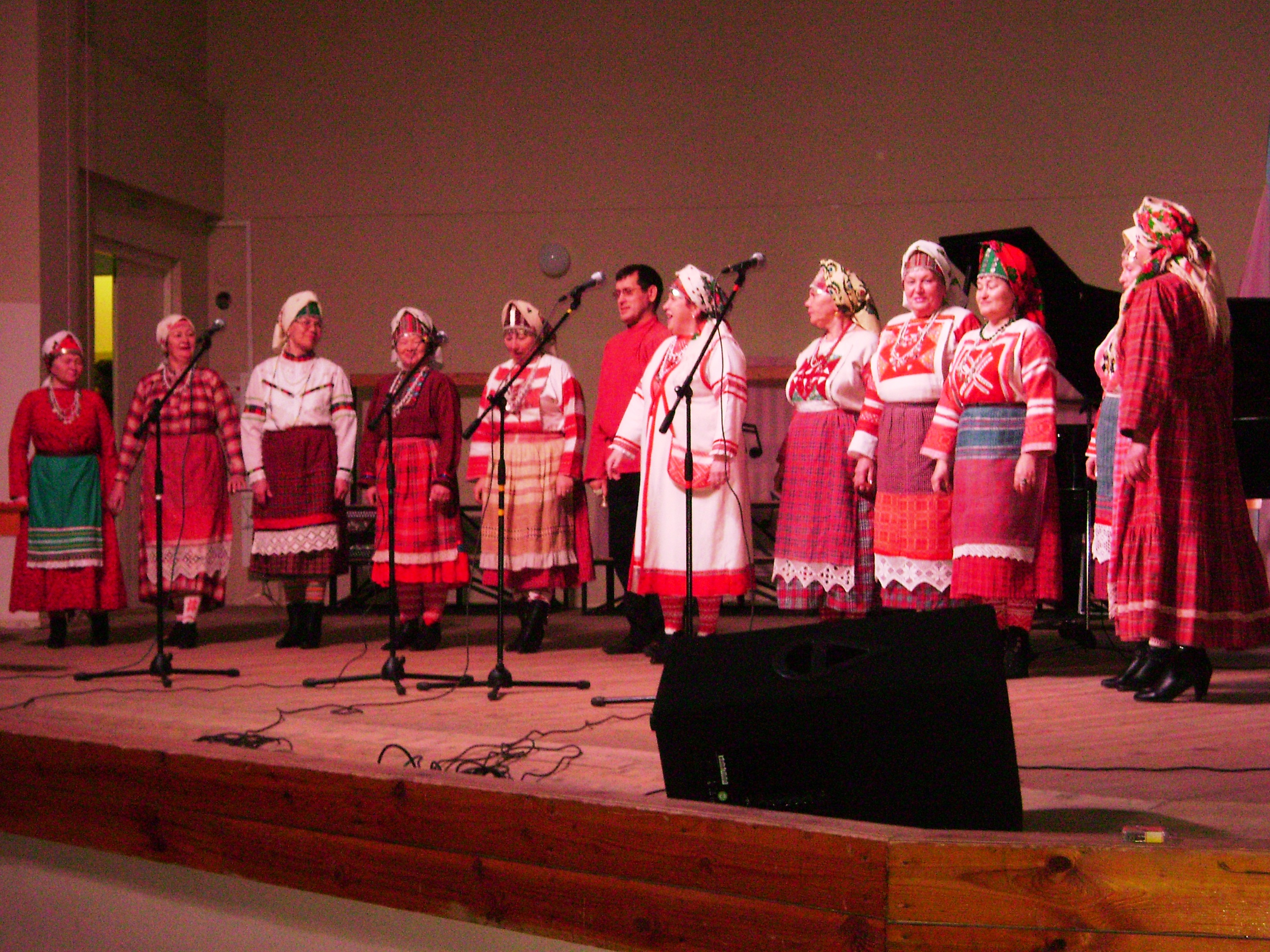
Фольклорний ансамбль «Чупчи гурьёс» з Штанігурта

### Освіта
На території округу діють 23 школи, в тому числі 12 середніх, 6 основних та 5 шкіл-дитсадків. Працює дитячий будинок творчості та дитячо-юнацька спортивна школа. У селі Поніно діє дитяча школа мистецтв.

### Культура
В окрузі діють районний будинок культури та 32 сільські будинки культури та клуби. Окружна бібліотека має 22 філії на території округу. Діє історико-краєзнавчий комплекс при будинку культури присілка Кожиль, де виставлені експонати, пов'язані з культурою та звичаями північної Удмуртії.
В окрузі функціонують культурні центри чотирьох основних народів округу: центр удмуртської культури у присілку Золотарьово, центр російської культури у селі Октябрьский, центр татарської культури у присілку Татарські Парзі та центр бесерм'янської культури у присілку Отогурт.
Створений 1994 року народний фольклорний ансамбль «Іднакар» працює над розвитком удмуртської культури та є дипломантом міжнародних фольклорних фестивалів фінно-угорських народів. В Удмуртії також відомі народні колективи «Дидиксін» з села Кожиль та «Чебершур» з села Парзі.

### Охорона здоров'я
Мешканців округу обслуговують 5 лікарень та одна амбулаторія. На території округу працюють 33 фельдшерсько-акушерські пункти.
На території округу розташовані 5 дитячих оздоровчих таборів, дитяча дача. Також в окрузі розташовані зони відпочинку підприємств міста Глазова, зокрема, профілакторій ВАТ «Чепецький механічний завод» у селищі Дом отдиха Чепца.
У присілку Трубашур розташований «Комплексний центр соціального обслуговування населення Глазовського району», де проводиться комплексне лікування різними методиками — від медикаментозного до парафіно-озокеритолікування.

## Персоналії

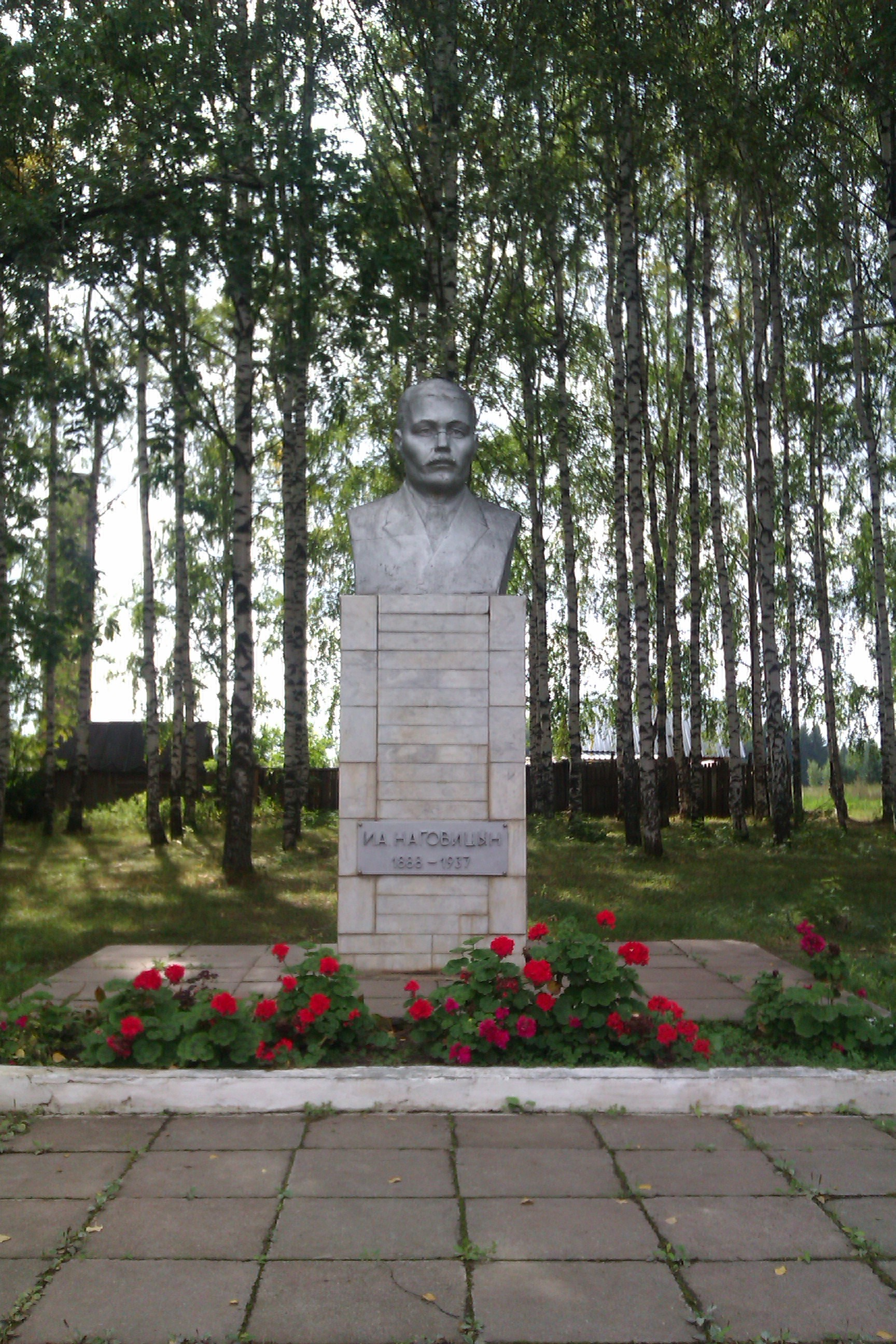
Пам'ятник Йосипу Наговіцину у селі Октябрський

У присілку Омутниця народився Йосип Наговіцин (1888 — 1937) — радянський революціонер, перший керівник Удмуртії.
З Глазовського району родом 3 Герої Радянського Союзу
- Аркадій Логінов (1921 — 1987) — авіатор, родом з присілка Поздеєво
- Іван Опалев (1906 — 1956) — авіатор, уродженець присілку Удмуртські Ключі
- Олександр Пряженников (1922 — 1945) — артилерист, родом з присілка Артьонки.

Уродженцями Глазовського району є такі діячі науки і культури:
- Михайло Ворончихин (*1947) — актор, Заслужений артист Росії, родом з присілка Качкашур
- Олександр Наговіцин (1909 — 1952) — удмуртський поет та журналіст, відомий під псевдонімом Олександр Ерік, уродженець присілка Омутниця
- Олександра Перевощикова (1905 — 1995) — доктор медичних наук, Заслужений діяч науки Удмуртії, депутат Верховної Ради СРСР, перша удмуртка, яка здобула звання професора, родом з присілка Трубашур
- Карл Пономарьов (*1931) — доктор історичних наук, професор Удмуртського державного університету, міністр освіти Удмуртської АРСР
- Віктор Шибанов (*1962) — удмуртський письменник, кандидат філософських наук, член Правління Міжнародної асоціації фіно-угорських письменників, народився у присілку Котнирево

Уродженцем села Митино Глазовського району є Анна Кунаєва (*1985) — біатлоністка, триразова переможниця Універсіади.